# Плешаново
Плеша́ново (рос. Плешаново) — село, адміністративний центр Червоногвардійського району Оренбурзької області, Росія.

## Населення
Населення — 3486 осіб (2010; 3767 у 2002).
Національний склад (станом на 2002 рік):
- росіяни — 49 %
- башкири — 29 %